# ناسخ القرآن ومنسوخه (كتاب)
ناسخ القرآن ومنسوخه أو نواسخ القرآن، هو كتاب من تأليف أبي الفرج عبد الرحمن بن علي التيمي الحنبلي، المعروف بابن الجوزي، ألفه بسبب ما رأى في كتب التفسير وكتب الناسخ والمنسوخ من أوهام وأغلاط في دعوى النسخ بلا دليل، وتداول الناس تلك المؤلفات، فأراد أن يبين الصحيح من ذلك ويبين ما وقع من أخطاء وأوهام.
والكتاب يقع في مقدمة وثمانية أبواب، الباب الثامن ذكر فيه الآيات التي قيل إنها منسوخة، ورتب السور والآيات حسب وقوعها في المصحف، والتزم في الغالب بتصحيح وقائع النسخ إن كانت صحيحة، وتبين الباطل إن كانت باطلة، ولم يطل كتابه بذكر الأسانيد والطرق.
وقد طبع الكتاب محققا ثلاث طبعات، إحداها رسالة ماجستير في الجامعة الإسلامية بالمدينة المنورة.

## الكتاب والمؤلف
اسم الكتاب: ناسخ القرآن ومنسوخه، أو: نواسخ القرآن.
المؤلف: جمال الدين أبو الفرج، عبد الرحمن بن عليّ بن محمّد القرشي التيمي البكري البغدادي الفقيه الحنبلي، المعروف بابن الجوزي.
ولد ونشأ ببغداد، وطلب العلم بها، وأخذ عن المشايخ، وجد واجتهد في الطلب.
من شيوخه: ابن الزاغوني، وابن البنّاء، وأبو السعادات المتوكلي، وغيرهم.
من تلاميذه: عبد الغني المقدسي، وابن قدامة، والدبيثي، وغيرهم كثير.
وكان بارعا في التفسير والوعظ، ومؤرخا، وفقيها.
مؤلفاته: صنف كثيرا من الكتب، منها: زاد المسير في علم التفسير، فنون الأفنان في عيون علوم القرآن، ناسخ القرآن ومنسوخه، المنتظم فِي أخبار الملوك والأمم، المدهش، صيد الخاطر، مُثِير العزم السّاكن إِلَى أشرف الأماكن، وغيرها كثير.
توفي ببغداد سنة 597هــ.

## زمن التأليف
القرن السادس الهجري.

## سبب التأليف
ذكر المؤلف في المقدمة أنه رأى في كتب التفسير أوهاما وأغلاطا في القول بنسخ بعض الآيات، فتألم لأجل ذلك، كما أن بعض الكتب المتداولة في موضوع ناسخ القرآن مع ما فيها من خلط عجيب، فعزم على وضع كتاب في هذا الشأن يبين الصحيح فيه من القبيح، والتزم أن يكون كتابا متوسط الحجم، حتى لا يمل قارؤه.

## موضوعات الكتاب
بدأ المؤلف بمقدمة فيها بيان سبب تأليف الكتاب، ثم ذكر ثمانية أبواب:
الباب الأول: بيان جواز النسخ، والفرق بينه وبين البداء.
الباب الثاني: في إثبات أن في القرآن منسوخا.
الباب الثالث: في بيان حقيقة النسخ.
الباب الرابع: في شروط النسخ.
الباب الخامس: في ذكر ما اختلف فيه هل هو شرط في النسخ أم لا.
الباب السادس: في بيان فضيلة علم الناسخ والمنسوخ والأمر بتعليمه.
الباب السابع: في أقسام النسخ.
الباب الثامن: في بيان السور التي تضمن الناسخ والمنسوخ أو أحدهما، أو خلت منهما، وهذا الباب هو جل الكتاب.

## منهج المؤلف في الكتاب
من منهج المؤلف في هذا الكتاب:
- تقسيم الكتاب إلى مقدمة وأبواب، وتقسيم الأبواب إلى فصول.
- ترتيب السور والآيات التي يتكلم عليها حسب ترتيبها في المصحف.
- التزم أيضاً تصحيح وقائع النسخ إن كانت صحيحة، وتبين الباطل إن كانت باطلة.
- لم يذكر بعض الآيات التي ادعي فيها النسخ بدون حجة مقبولة، فأعرض عنها المؤلف لأن القول بنسخها في غاية الضعف.
- حذف أكثر الطرق والأسانيد حتى لا يطل الكتاب فيمل القارئ.
- شدته في الرد على المخطئين في القول بنسخ بعض الآيات.

## أهمية الكتاب
تأتي أهمية الكتاب أولا من موضوعه، فهو في موضوع مهم جدا من علوم القرآن، وهو علم الناسخ والمنسوخ، والذي يعتبر العلم به من شروط من يفسر القرآن.
وثانيا من ناحية المؤلف، فهو من البارعين في العلم بالقرآن والتفسير، وله في ذلك مؤلفات، ويظهر من مؤلفاته أنه يجيد فهم القرآن، دارس لوقائع النسخ في القرآن ومتمكن فيها.
كما أن سبب تأليفه هذا الكتاب هو ما وجده فيمن تقدمه من أوهام وأغلاط في قضية النسخ، والقول بنسخ ما ليس بمنسوخ، فوضع هذا الكتاب، ليبين الصواب من الخطأ في هذه القضية، ويستدرك على من قبله، وقد بلغت عدد القضايا التي قيل فيها بالنسخ في كتابه هذا 247 قضية، جزم المؤلف بوقوع النسخ في 22 قضية فقط.

## نموذج من الكتاب
قال المؤلف: باب ذكر الآيات اللواتي ادّعي عليهنّ النّسخ في سورة الرعد
ذكر الآية الأولى:
قوله تعالى: {وَإِنَّ رَبَّكَ لَذُو مَغْفِرَةٍ لِلنَّاسِ عَلَى ظُلْمِهِمْ} [سورة الرعد، آية (6)]
قد توهم بعض المفسرين أن هذه الآية منسوخة، لأنه قال: المراد بالظلم هاهنا الشرك، ثم نسخت بقوله: {إِنَّ اللَّهَ لا يَغْفِرُ أَنْ يُشْرَكَ بِهِ} [سورة النساء، آية (48)] وهذا التوهم فاسد، لأن الظلم عام، وتخصيصه بالشرك هاهنا يحتاج إلى دليل، ثم إن كان المراد به الشرك فلا يخلو الكلام من أمرين: إما أن يراد التجاوز عن تعجيل عقابهم في الدنيا، أو الغفران لهم إذا رجعوا عنه، وليس في الآية ما يدل على أنه يغفر للمشركين إذا ماتوا على الشرك.

## طبعات الكتاب
طبع الكتاب ثلاث طبعات
الأولى: بعنوان «ناسخ القرآن ومنسوخه» ثم وضع تحته العنوان الآخر «نواسخ القرآن» وهي بتحقيق حسين سليم الداراني، ونشر دار الثقافة العربية بدمشق عام 1411هـ - 1990م.
الثانية: بعنوان «نواسخ القرآن» وهي بتحقيق محمد أشرف المليباري ونشرته الجامعة الإسلامية بالمدينة المنورة عام 1422هـ، وأصله رسالة ماجستير بالجامعة.
الثالثة: بتحقيق أبي عبد الله العاملي آل زهوي، ونشر شركة أبناء شريف الأنصاري ببيروت عام 1422هـ - 2001م.